# Örgryte landskommun
Örgryte landskommun var en landskommun i Göteborgs och Bohus län 1863–1921.

## Administrativ historik
När 1862 års kommunalförordningar trädde i kraft, bildades denna kommun i Örgryte socken i Sävedals härad i Göteborgs och Bohus län. 
I kommunen inrättades tre municipalsamhällen: 
- Krokslätts municipalsamhälle 23 oktober 1884
- Gårda municipalsamhälle 19 oktober 1900
- Lundens municipalsamhälle 19 oktober 1900

Övriga samhällen var framför allt Bö och Almedal.
Delar av kommunen inkorporerades med Göteborgs stad vid flera tillfällen:
- 1871: Spekebergsängen (nordvästligaste hörnet av byn Krokslätt). Motsvarar nordöstra delen av stadsdelen Annedal.
- 1883: Landala och Gibraltar (hemmansdelar av Krokslätt). På Landala hade kåkstadsbebyggelse redan börjat uppstå, som var ett förstadium till stadsdelen med samma namn. Gibraltar kom senare att ge plats för merparten av stadsdelen Johanneberg.
- 1904: Den västra, större delen av Änggården. På området, som motsvarar den nuvarande stadsdelen med samma namn, hade några år tidigare Sahlgrenska sjukhuset byggts.
- 1909: Merparten av byn Kålltorp. Området motsvarar södra delen av den nuvarande stadsdelen med samma namn.
- 1918: Den östra, återstående delen av Änggården. Området kom senare att hysa större delen av stadsdelen Guldheden.

Genom Kungligt brev den 19 augusti 1921, så upplöstes kommunen och dess municipalsamhällen den 1 januari 1922, och återstoden införlivades i sin helhet med Göteborgs stad, som 1971 ombildades till Göteborgs kommun.. Den totala arealen utgjorde cirka 1 849 hektar, varav 101 hektar vatten. Folkmängden uppgick 1922 till cirka 22 600 invånare Kyrkligt sett dröjde det till 1934 innan Örgryte helt och hållet blev en del av Göteborg.